# 天主教森伯尔布尔教区
天主教森伯爾布爾教區 （拉丁語：Dioecesis Sambalpurensis）是印度一個羅馬天主教教區，屬克塔克暨布巴內斯瓦爾總教區。
教區成立於1951年6月14日，位於奧里薩邦西北部。2010年有教友40,256人（佔轄區總人口0.5%）、廿二個堂區、九十四名司鐸。現任教區主教為尼蘭揚‧蘇亞爾‧辛格。